# Sławienko (województwo śląskie)
Sławienko (niem. Ehrenfeld) – wieś w Polsce położona w województwie śląskim, w powiecie raciborskim, w gminie Rudnik. Sławienko położone jest w zachodniej części gminy. Posiada powierzchnię 0,3 km² oraz kilkunastu mieszkańców.
W latach 1975–1998 miejscowość położona była w województwie katowickim.
Sławienko dawniej zwane Kołomyja, niem. Ehrenfeld) 
Sławienko należy do parafii Trójcy Świętej w Modzurowie. Wieś powstała w XVIII wieku, kiedy to najbardziej zasłużeni poddani otrzymali od swojego pana grunty z prawem zabudowy.

## Demografia
W 2011 roku wieś zamieszkiwało 13 mieszkańców.
W 2016 roku w Gamowie i Sławienku ludność w wieku przedprodukcyjnym na 100 mieszkańców wynosiła 21,09, co uplasowało wieś powyżej średniej w gminie (16,95). Natomiast ludność w wieku produkcyjnym wynosiła 63,04 (średnia w gminie – 66,90), a w wieku poprodukcyjnym – 15,43 (średnia w gminie – 16,25). Stosunek mieszkańców w wieku poprodukcyjnym do mieszkańców w wieku produkcyjnym wynosił 24% (średnia w gminie – 24%). Mediana wieku mieszkańców wynosi 46 lat (średnia w gminie - 47,11).

## Zabytki
We wsi znajduje się krzyż kamienny z postacią Chrystusa Króla pochodzący z II połowy XIX wieku. Oprócz tego znajduje się tutaj również murowana kapliczka szafkowa pochodząca z XIX wieku. W środku znajduje się figura św. Antoniego. Na skraju wsi znajduje się drewniana kapliczka szafkowa pochodząca z I połowy XIX wieku.